# Корлетень (Молдова)
Корлетень (рум. Corlăteni) — село в Ришканському районі Молдови. Утворює окрему комуну. У Корлетенах, за 9 км від Бєльц, розташований другий цивільний міжнародний аеропорт Молдови і один із двох аеропортів Бєльц - Міжнародний Аеропорт Бєльці-Лядовени.

## Населення

### Національність
Розподіл населення за національністю за даними перепису 2004 року:
| Національність   | Відсоток |
| ---------------- | -------- |
| молдовани/румуни | 98,21%   |
| українці         | 0,94%    |
| росіяни          | 0,64%    |
| інші             | 0,21%    |

## Відомі особистості
В поселенні народився:
- Валентин Тодеркан (* 1961) — молдавський актор, продюсер, сценарист і режисер.